# Suk Min-hee
Suk Min-hee, född den 7 september 1968, är en sydkoreansk handbollsspelare.
Hon tog OS-guld i damernas turnering i samband med de olympiska handbollstävlingarna 1988 i Seoul.